# Makovce
Makovce es un municipio del distrito de Stropkov en la región de Prešov, Eslovaquia, con una población estimada a final del año 2024 de 146 habitantes.
Se encuentra ubicado al noreste de la región, cerca del río Ondava (cuenca hidrográfica del río Tisza) y de la frontera con  Polonia.

## Demografía
| Año        | 1994 | 2004    | 2014     | 2024     |
| ---------- | ---- | ------- | -------- | -------- |
| Población  | 183  | 186     | 166      | 146      |
| Diferencia |      | +1,63 % | −10,75 % | −12,04 % |

| Año        | 2023 | 2024 |
| ---------- | ---- | ---- |
| Población  | 146  | 146  |
| Diferencia |      | +0 % |